# باسه-فولبه
باسه-فولبه شهری در شهرستان بورزانگا در استان بام در بورکینافاسوی شمالی است و جمعیت آن ۵۷۱ نفر است.